# (20022) Dontown
(20022) Dontown es un asteroide perteneciente al cinturón de asteroides, región del sistema solar que se encuentra entre las órbitas de Marte y Júpiter.
Fue descubierto el 3 de noviembre de 1991 por el equipo del proyecto Spacewatch desde el observatorio Nacional de Kitt Peak.

## Designación y nombre
Designado provisionalmente como 1991 VO7, fue nombrado por Donald Town (n. 1953) quien es un ingeniero, fotógrafo y astrónomo aficionado canadiense que se desempeñó como presidente del Centro RASC Belleville y representó al club en el Consejo Nacional RASC, donde formó parte del comité constitucional. Sus amplios esfuerzos como voluntario han apoyado los eventos del club y la divulgación pública. Ganó el Premio al Servicio RASC en 2017.

## Características orbitales
Dontown está situado a una distancia media del Sol de 2,634 ua, pudiendo alejarse hasta 2,914 ua y acercarse hasta 2,353 ua. Su excentricidad es 0,106 y la inclinación orbital 2,070 grados. Emplea 1561,04 días en completar una órbita alrededor del Sol.

## Características físicas
La magnitud absoluta de Dontown es 15,78. Tiene 2,266 km de diámetro y su albedo se estima en 0,137.